# Dodge Diplomat
El Dodge Diplomat es un coche de Estados Unidos de tamaño medio fabricado a partir de 1977 hasta 1989. Es sustancialmente idéntico al Chrysler LeBaron, New Yorker Fifth Avenue y al Plymouth Gran Fury en el mercado de los EE. UU. y al Plymouth Caravelle en Canadá. También fue vendido en México entre 1980 y 1981 como el Dodge Dart, y en Colombia como el Dodge Coronet. El Diplomat fue ofrecido inicialmente como cupé y sedán. En 1978 se introdujo el modelo familiar como un reemplazo para los familiares de tamaño grande derivados de la plataforma C. 
El Diplomat fue ofrecido con una opción base equipada con un motor de 225 pulgadas cúbicas (3,7 L) de seis cilindros. Como opción estaban el propulsor de 318 pulgadas cúbicas (5,2 L) V8 y un 360 pulgadas cúbicas (5,9 L)). Diplomat, junto con el Plymouth Gran Fury / twin Caravelle, se vieron favorecidos en general como un coche de policía, tanto en EE. UU. como en Canadá. Aparte de su transmisión automática de tres velocidades Torqueflite, la caja de cambios manual estuvo disponible en algunos años en los motores de seis cilindros y en los motores de 318 cuin; el 360 era automático.

## Historia
El nombre del Diplomat fue originalmente utilizado por Dodge en un automóvil de dos puertas y techo rígido de 1950 a 1954. También fue utilizado en la versión de exportación de la marca DeSoto desde 1946 hasta 1961. Entre 1975 y 1977 el nombre de Diplomat también fue utilizado en un paquete de acabado disponible en el Royal Monaco de dos puertas hardtop.